# Bas van Nimwegen
Bas van Nimwegen (Teteringen, 25 september 1992) is een Nederlandse radio-dj bij Qmusic.
Op jonge leeftijd begon Van Nimwegen met het maken van radio bij internetradiostations. Op 16-jarige leeftijd startte hij bij de lokale omroep van Voorne-Putten, Omroep Voorne, waar hij verschillende programma’s presenteerde. Later werkte hij voor Megastad Rotterdam, de lokale radiozender uit Rotterdam. In 2013 behaalde hij zijn HBO-diploma voor de studie Media Entertainment Management, waarvoor hij stage liep bij onder andere Qmusic. In 2013 meldde Van Nimwegen zich aan voor het Q-college van Qmusic, waarna hij met vier anderen het opleidingstraject doorliep. Vanaf dat moment ging hij ook als producer werken in het weekend van Qmusic.
Sinds augustus 2014 heeft Van Nimwegen een eigen programma op zaterdag en zondag. Eerst van 21:00 tot 00:00 uur, vanaf 2020 tussen 7.00 en 10.00 uur en sinds januari 2024 van 9.00 tot 12.00 uur. Verder is hij sinds 2022 de vaste invaller van de programma's tussen 10:00 en 16:00 uur in geval van ziekte of vakantie. Van augustus 2024 t/m mei 2025 was hij elke werkdag tussen 13.00-16.00 uur te horen, omdat Wim van Helden vanwege privéomstandigheden zijn programma niet kon doen. De uren van Van Nimwegen in het weekend werden tijdelijk overgenomen door andere dj's. 
Naast zijn werkzaamheden als dj bij Qmusic, is Van Nimwegen ook werkzaam als voice-over.